# Tityridae
Famille
Les Tityridae (ou tityridés) sont une famille de passereaux constituée de 11 genres et 45 espèces.

## Liste des genres
- Oxyruncus (1 espèce)
- Onychorhynchus (4 espèces)
- Myiobius (4 espèces)
- Terenotriccus (1 espèce)
- Tityra (3 espèces)
- Schiffornis (7 espèces)
- Laniocera (2 espèces)
- Iodopleura (3 espèces)
- Laniisoma (2 espèces)
- Xenopsaris (1 espèce)
- Pachyramphus (18 espèces)

## Liste des espèces
D'après la classification de référence (version 14.1, 2024) du Congrès ornithologique international (ordre phylogénique) :